# Magura (Höhle)
Magura (bulgarisch Магура) ist eine Höhle in Bulgarien. Sie liegt im nordwestlichen Teil des Balkangebirges, in der Nähe des Dorfes Rabischa rund 17 km von der Stadt Belogradtschik und 35 km südlich von Widin. Die Höhle ist ca. 2,5 km lang und verkarstet, dabei umfasst sie eine Fläche von 28.600 m². Die Höhle besteht aus einer zentralen Galerie in südost-nordwestlicher Richtung und drei Nebengalerien mit einer Länge von 200 m und einer Breite von 50 m sowie einer Höhe von bis zu 20 m.

Eine Gruppe von Malereien aus der oberen Galerie, entstanden vielleicht um 8000 bis 6000 v. Chr.

Die Höhle wurde zuerst in der Zeit zwischen vor 50.000 und mindestens 36.000 BP von Menschen genutzt, wobei es sich zunächst um Neandertaler gehandelt haben muss. Auf einigen Wänden sind Malereien sichtbar, deren älteste allerdings aus dem Jungpaläolithikum stammen, vor allem aber Darstellungen aus der Jungsteinzeit, der Kupfer- und der Bronzezeit sind vorhanden.
Eine Besonderheit stellt der älteste europäische Solarkalender aus dem späten Äneolitikum oder dem späten Neolithikum mit 366 Tagen dar.
Im Gegensatz zu den meisten Höhlen, wurden in Magura nicht nur anorganische Substanzen für die Malereien genutzt, sondern auch organische, nämlich fossilisierter Fledermausguano, was außerhalb Bulgariens, wo dies auch noch in der Baylovo-Höhle belegt ist, nur noch in der italienischen Grotta dei Cervi nachgewiesen ist. Die Galerie, in der sich die Malereien befinden, ist der höchste Teil der Höhle. Sie ist 240 m lang und bis zu 24 m hoch. Dabei umfasst sie eine Fläche von 3750 m². Die bemalte Wand weist auf einer Länge von 105 m zwölf Gruppen von Malereien dar, die jeweils durch unbemalte Strecken von 5 bis 11 m voneinander getrennt sind. Diese stellen religiöse Zeremonien, Jagdszenen, Gottheiten dar, dazu gehören tanzende Männer und Frauen, Menschen mit Masken, dazu eine große Zahl von Tieren, aber auch Symbole, wie Sonnen, Sterne oder andere Zeichen.
Zwischen 2002 und 2007 stand die Galerie offen, die Höhle ab 1961. Nach schweren Schäden an den Malereien durch Feuchtigkeit und Vandalismus wurde die Galerie geschlossen. Magura ist eines der 100 nationalen touristischen Objekte in Bulgarien. Sie und ihre Umgebung sind zum Naturreservat erklärt worden. Die Zeichnungen wurden ab September 2007 restauriert und sind immer noch im Rahmen geführter Gruppen zu besichtigen. In einer Nebengalerie wird Sekt hergestellt.